# Veronica oetaea
Veronica oetaea är en grobladsväxtart som beskrevs av L.-a. Gustavsson. Veronica oetaea ingår i släktet veronikor, och familjen grobladsväxter. Inga underarter finns listade i Catalogue of Life.